# Haken (banda)
Haken es una banda de metal progresivo formada en Londres en el año 2007. Hasta el momento, han publicado siete discos: Aquarius (2010), Visions (2011), The Mountain (2013), Affinity (2016), Vector (2018), Virus (2020) y Fauna (2023), además de un EP lanzado el 27 de septiembre de 2014 llamado Restoration. En 2018, la banda lanzó su primer disco en vivo titulado L-1VE.

## Formación
La banda se formó en el año 2007 por dos integrantes de la banda de rock progresivo To-Mera; Tom Maclean, en el bajo, y Richard Henshall, en la guitarra y teclados, además de dos amigos de Richard, Ross Jenings (Voz) y Matthew Marshall en la guitarra. Completando la formación con el teclista conocido por un foro en línea, Peter Jones, y su amigo Raymond Hearne en la batería.

## Historia
Con la formación completa de la banda se disponen en el año 2007 a la composición con los temas "Snow" y "Souls". Con sus demos comenzaron a tocar en pequeños lugares de la ciudad de Londres en el año 2008 siguieron componiendo los temas "Manifolds", "Blind", "Sleeping Thoughts Wake" y "Black Seed"; Lanzando un completo demo con las seis canciones.
Finalizando el año 2008 y con una gran aceptación en el mundo progresivo Matthew Marshall y Peter Jones deciden abandonar la banda dejándole el puesto al tecladista mexicano Diego Tejeida y el guitarrista de tiempo completo Charlie Griffiths.
Luego de esto, se disponen a firmar con el sello "Sensory Records" para la producción de su álbum debut Aquarius. En el mismo sello se publica en 2011 su segundo disco, Visions.
En 2013 ve la luz su tercer trabajo, llamado "The Mountain", con nueve temas más dos "bonus-track" en su edición limitada. Con esta entrega consiguieron un amplio reconocimiento de la crítica. Se los empezó a considerar como los mejores del rock progresivo del momento, incluso se les llegó a consolidad como los Reyes del Progresivo junto con Steven Wilson. Los actuales baterista y tecladista de la banda Dream Theater mencionaron a The Mountain como uno de los mejores álbumes del 2013. El bajista de Between the Buried and Me, Dan Briggs, también hizo mención de la banda, junto con el álbum, dejándola como su favorita del momento en un video de YouTube.
En 2014 lanzan su primer EP, llamado Restoration, con 3 canciones y la participación de Mike Portnoy (Dream Theater) en la canción Crystallised tocando el gong. 
En 2016, llega su cuarta y más reciente entrega Affinity, que contó nuevamente tanto con un reconocimiento de la crítica como también con un éxito comercial. Este álbum contiene la épica The Architect, con una duración de quince minutos con cuarenta segundos, algo muy típico en las canciones de Haken. 
El 22 de noviembre de 2021, el teclista Diego Tejeida anuncia el abandono de la banda. En abril de 2022, la banda anunció el sencillo "Nightingale" que serviría para anunciar la vuelta del teclista Peter Jones a la banda. 
El 25 de noviembre de 2022 anunciaron mediante un teaser y un prelanzamiento, la portada del que sería su séptimo álbum, titulado "Fauna", el cual sería lanzado el 3 de marzo de 2023.

## Discografía

### Álbumes de estudio
- Aquarius (2010)
- Visions (2011)
- The Mountain (2013)
- Affinity (2016)
- Vector (2018)
- Virus (2020)
- Fauna (2023)

### EP
- Restoration (2014)

### Otros
- Demo (2007)
- Enter the 5th Dimension (demo, 2008)
- L-1VE (álbum en vivo, 2018)
- L+1VE (álbum en vivo, 2018)
- Liveforms: An Evening With Haken (álbum en vivo, 2025)